# مارتی ریسن
 مارتی ریسن (انگلیسی: Marty Riessen؛ زاده ۴ دسامبر ۱۹۴۱) یک تنیس‌باز اهل ایالات متحده آمریکا است.